# Bernhard Sälzer

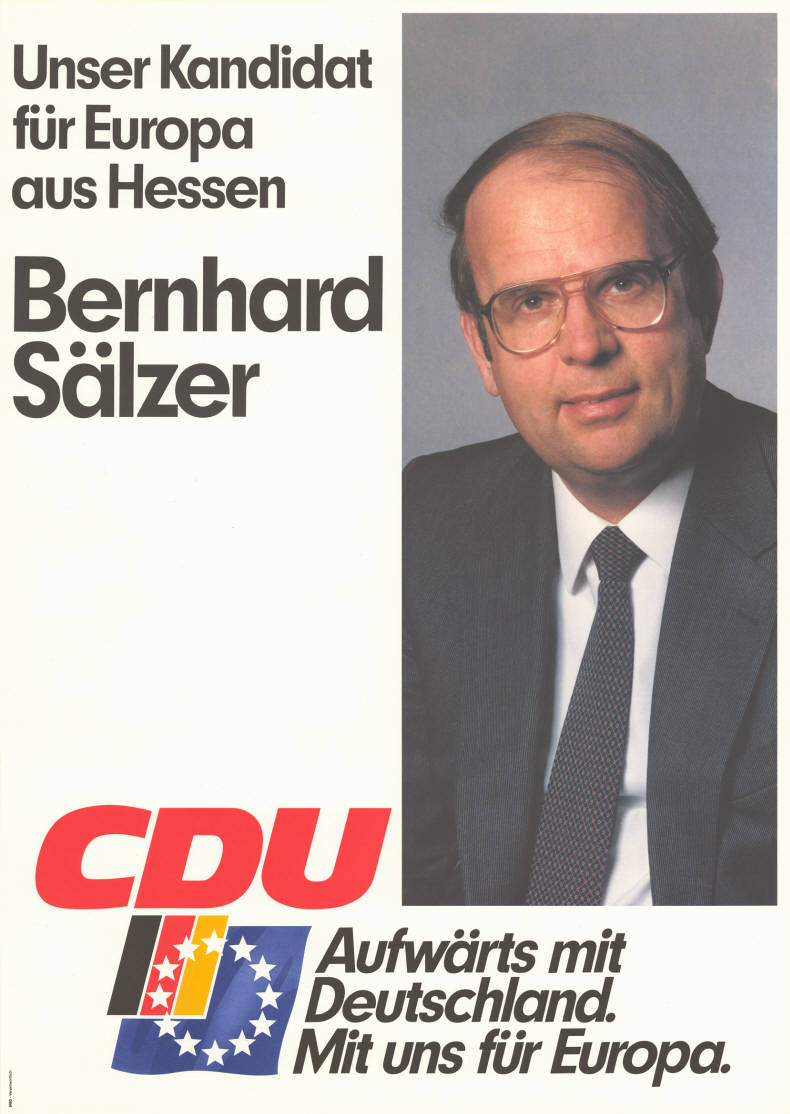
Bernhard Sälzer auf einem Wahlplakat der CDU zur Europawahl 1984

Bernhard Sälzer (* 4. September 1940 in Berlin; † 18. Dezember 1993) war ein deutscher Politiker (CDU) und Abgeordneter des Hessischen Landtags sowie des Europäischen Parlamentes.

## Ausbildung und Beruf
Bernhard Sälzer besuchte das Theo-Koch-Gymnasium im hessischen Grünberg, studierte nach dem Abitur 1960 in Grünberg bis 1967 Bauingenieurwesen an der TH Darmstadt. Nach dem Abschluss als Diplom-Ingenieur arbeitete er als Dozent und Ingenieur.

## Politik
Bernhard Sälzer war evangelisch, Mitglied der CDU und dort in verschiedenen Vorstandsämtern aktiv. So war er Mitglied und kulturpolitischer Sprecher des Landesvorstandes der CDU Hessen.
Von 1968 bis 1976 war Sälzer Stadtverordnetenvertreter (ab 1969 selbstständiger) in Darmstadt und führte die CDU-Fraktion. Anschließend amtierte er von 1976 bis 1979 als Bürgermeister in Marburg. Vom 1. Dezember 1970 bis zum 2. August 1976 war er Mitglied des Hessischen Landtags.
Vom 17. Juli 1979 bis zu seinem Tode 1993 gehörte er dem Europäischen Parlament an. Dort war er stellvertretender Vorsitzender der EVP-Fraktion sowie stellvertretender Vorsitzender des Ausschusses für Energie, Forschung und Technologie.

## Tod

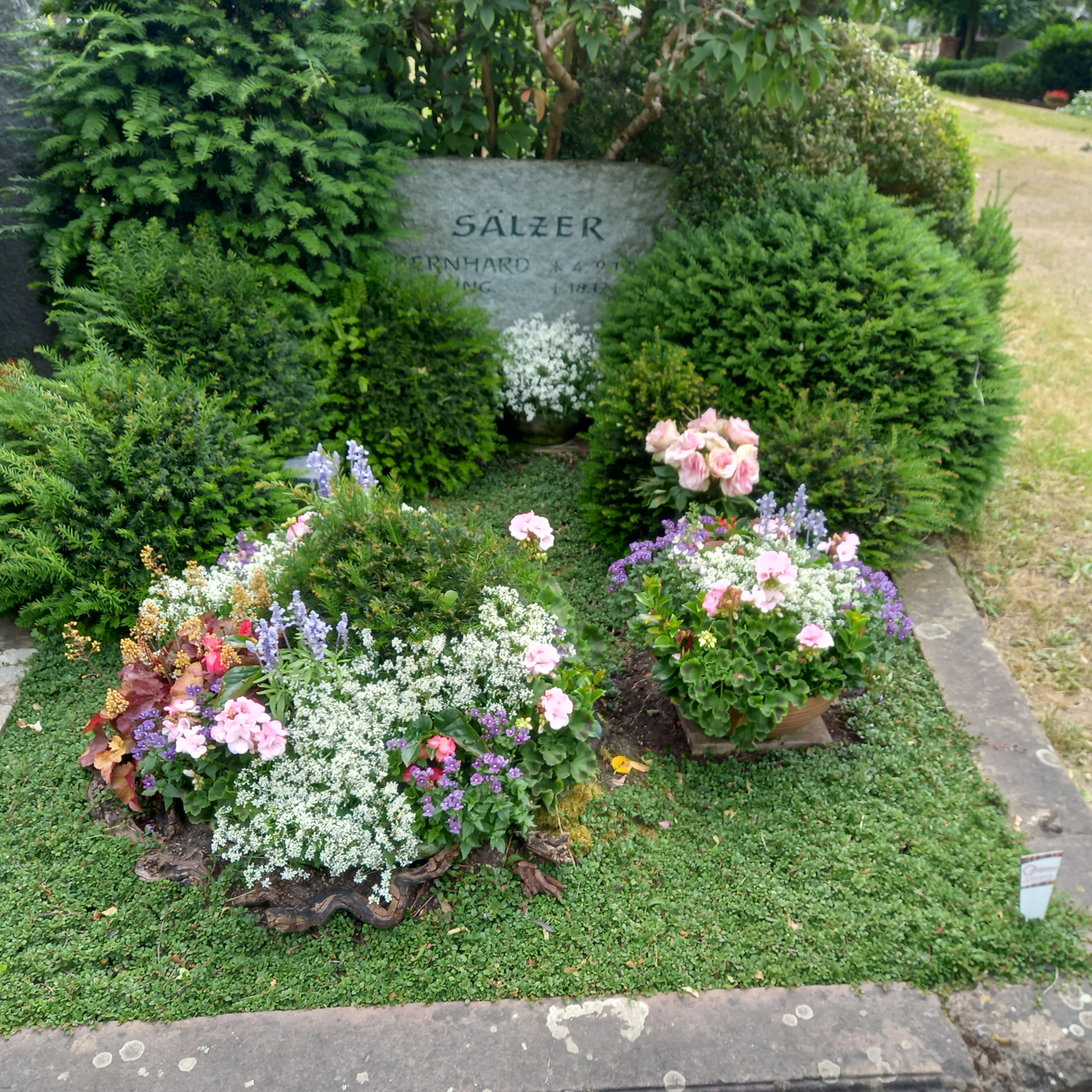
Das Grab von Bernhard Sälzer auf dem Alten Friedhof in Darmstadt

Bernhard Sälzer starb am 18. Dezember 1993 nahe Wiesbaden durch einen Autounfall. Der Unfall wurde auf die Möglichkeit eines Attentats untersucht. Die Bundesanwaltschaft konnte jedoch nach der kriminaltechnischen Untersuchung keine Manipulationen am Auto feststellen.

## Auszeichnungen
- 1990: Verdienstkreuz am Bande der Bundesrepublik Deutschland
- Am 26. Juni 1993 erhielt er die Robert-Schuman-Medaille[2] der EVP-Fraktion.
- Nach Sälzer ist seit dem 29. Mai 1996 der Bernhard-Sälzer-Platz in Darmstadt benannt[3].